# Névremont
Névremont est un hameau situé à quelques kilomètres au nord de Fosses-la-Ville, dans l’Entre-Sambre-et-Meuse. Il fait administrativement partie de Fosses-la-Ville dans la province de Namur (Région wallonne de Belgique).
Le hameau est une longue rue longeant, en le surplombant d’une vingtaine de mètres le Rau de Fosses, un ruisseau également appelé la ‘Biesme’.

## Particularité
Les étangs de Saint-Remy, alimentés par le Rau de Fosses (ou Biesme), sont très prisés des pêcheurs.